# زائدة إبرية للكعبرة
الزائدة الإبرية للكعبرة أو الناتئ الإبري الكعبري (بالإنجليزية: Radial styloid process)‏ هي بروز للعظم على السطح الوحشي الخارجي للطرف البعيد لعظم الكعبرة، يمتد بميل إلى أسفل في شكل نتوء مخروطي صلب.

## الأوتار والأربطة
يرتكز وتر العضلة العضدية الكعبرية في قاعدتها، بينما يتصل الرباط الجانبي الكعبري الرسغي بقمّتها. في سطحها الوحشي ثلم مسطح يرتكز فيه أوتار العضلة الطويلة المبعدة لإبهام اليد والعضلة القصيرة الباسطة لإبهام اليد.

## كسر السائق
يُعرف كسر عظم الكعبرة عند منطقة الزائدة الإبرية للكعبرة باسم «كسر السائق» (بالإنجليزية: Chauffeur's fracture)‏ حيث يحدث بسبب انضغاط العظم القاربي لليد ضد الزائدة الإبرية للكعبرة. وقد يحدث هذا الكسر أيضاً عند السقوط واليد ممدودة للخارج.
سبب التسمية هو تكرارحدوث ذلك النوع من الكسر لسائقي السيارات القديمة حال بدء تشغيل السيارة بتدوير السائق لمقبض بدء الدوران بالذراع اليدوي (بالإنجليزية: hand-cranking)‏. عندما يشتعل المحرك قبل الأوان أثناء التدوير باليد، ينعكس اتجاه دوران الذراع اليدوي ويرتد بقوة على يد السائق مما يسبب هذا الانضغاط على اليد. يعرف هذا الكسر أيضا باسم «كسر الاشتعال قبل الأوان» (بالإنجليزية: backfire fracture)‏ لنفس السبب السابق ذكره وأيضا باسم «كسر هاتشينسن» (بالإنجليزية: Hutchinson fracture)‏.

## وصلات خارجية
- Anatomy image: skel/hand2 at Human Anatomy Lecture (Biology 129), Pennsylvania State University

## صور إضافية

عظام الذراعين.
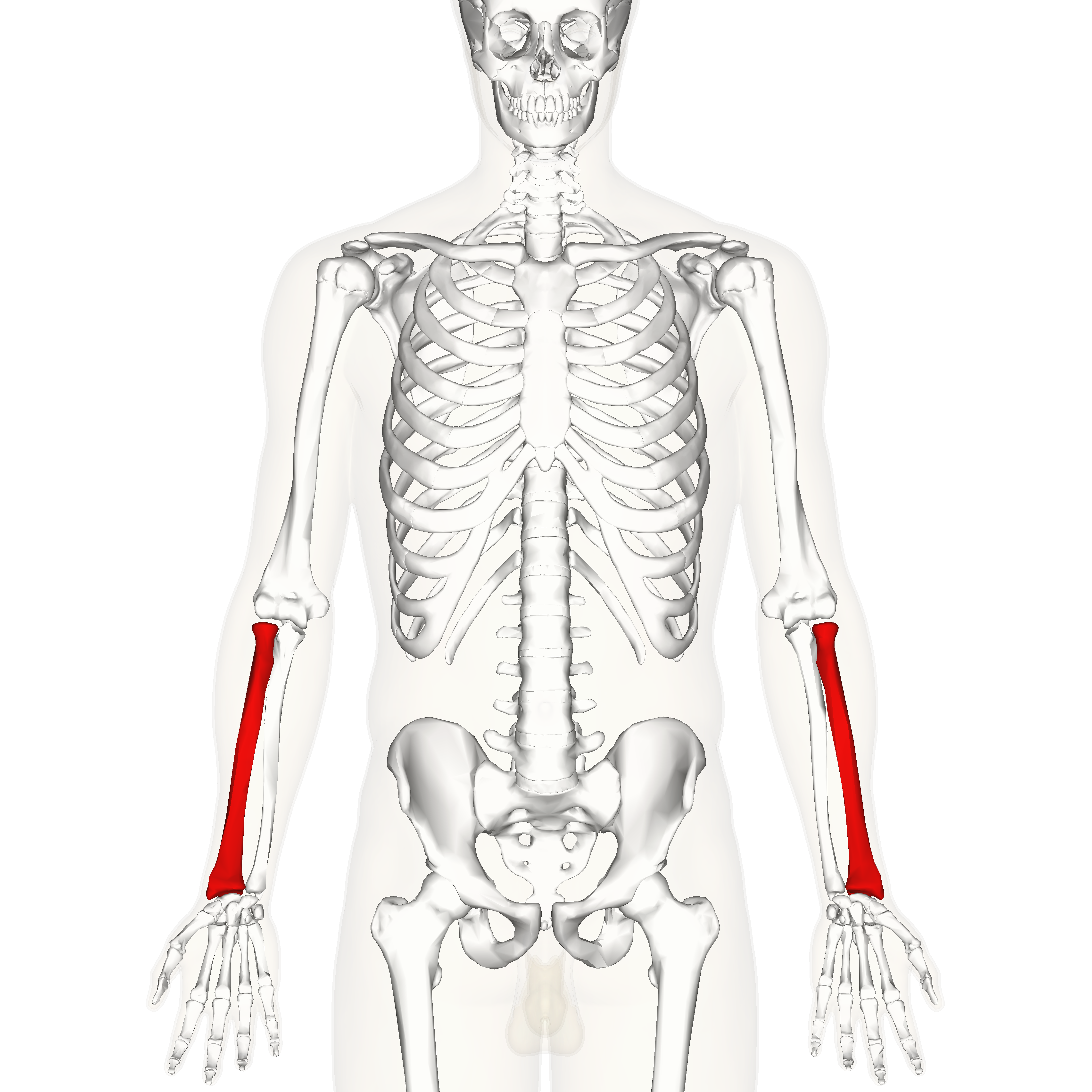
عظم الكعبرة ، نظرة من الأمام. الزائدة الإبرية للكعبرة ظاهرة في الجانب الوحشي للعظم ، ناتئة لأسفل.
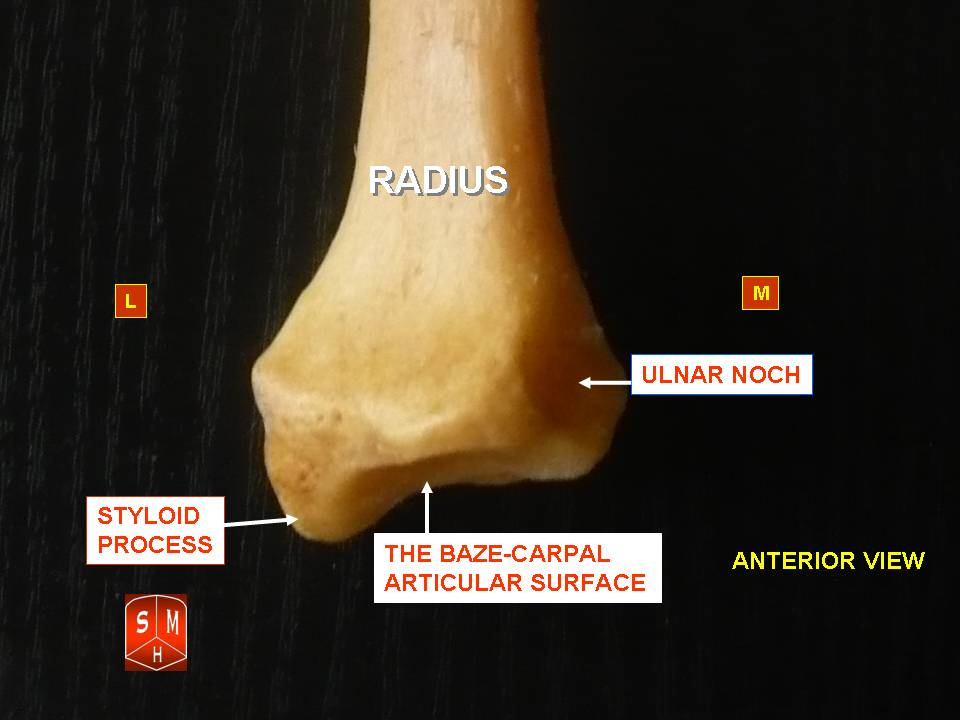
عرض أمامي للجزء البعيد من عظم الكعبرة الأيمن. الزائدة الإبرية للكعبرة ظاهرة في الصورة ناتئة أسفل الصورة إلى اليسار.
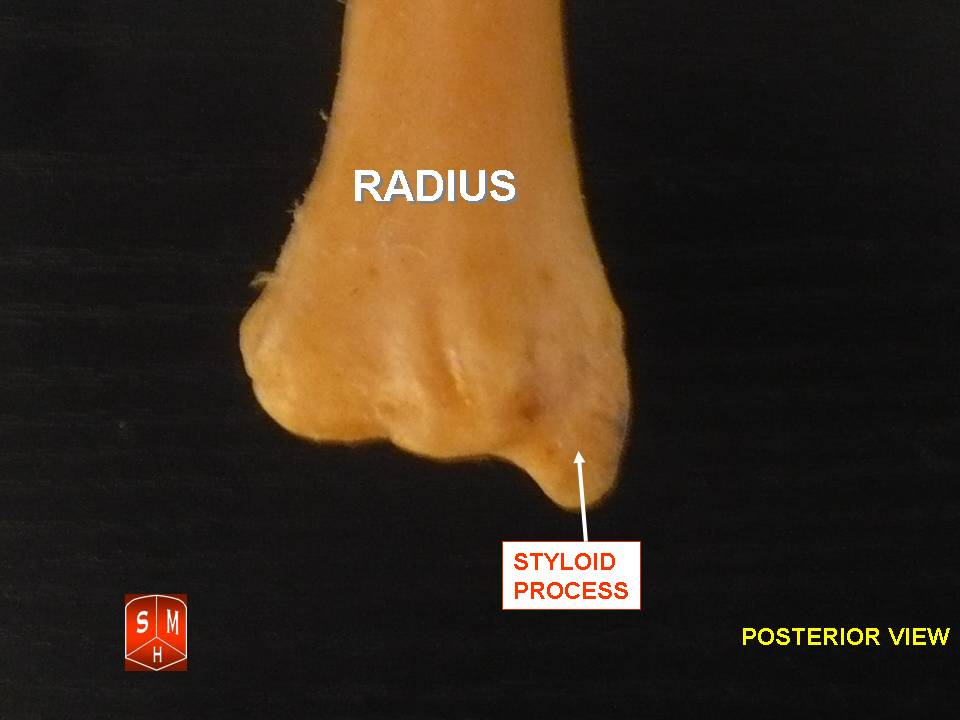
عرض خلفي للجزء البعيد من عظم الكعبرة. الزائدة الإبرية للكعبرة ظاهرة في الصورة ناتئة أسفل الصورة إلى اليمين.
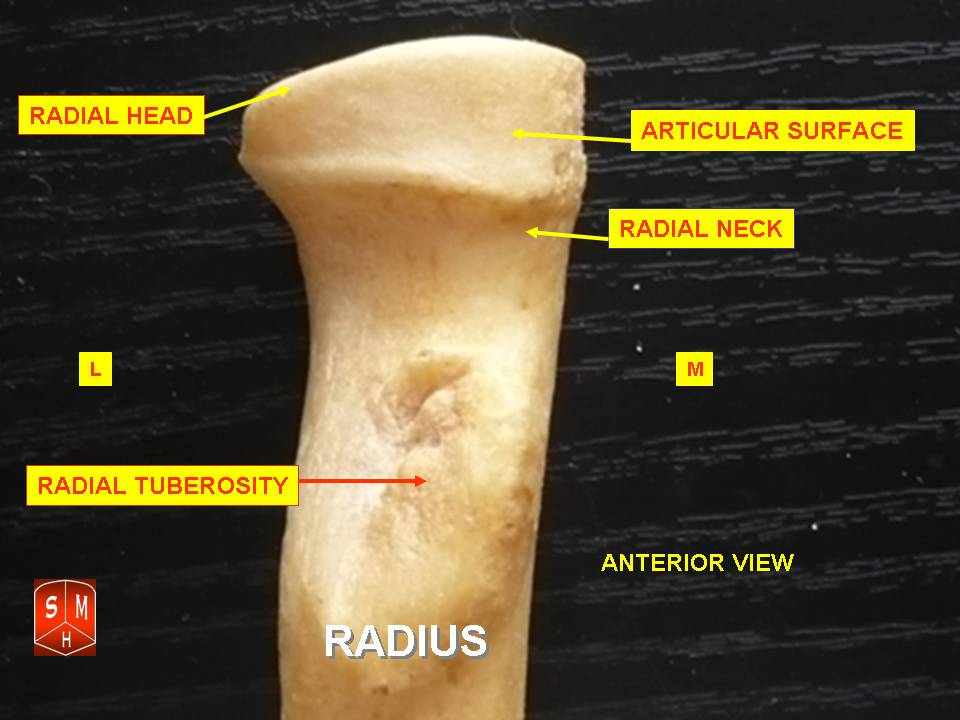
الجزء القريب من عظم الكعبرة. رأس وعنق الكعبرة.
عظم الكعبرة.
عظم الكعبرة اليسرى. يمكن رؤية الزائدة الإبرية للكعبرة في الأسفل ناتئةً أثناء الدوران.
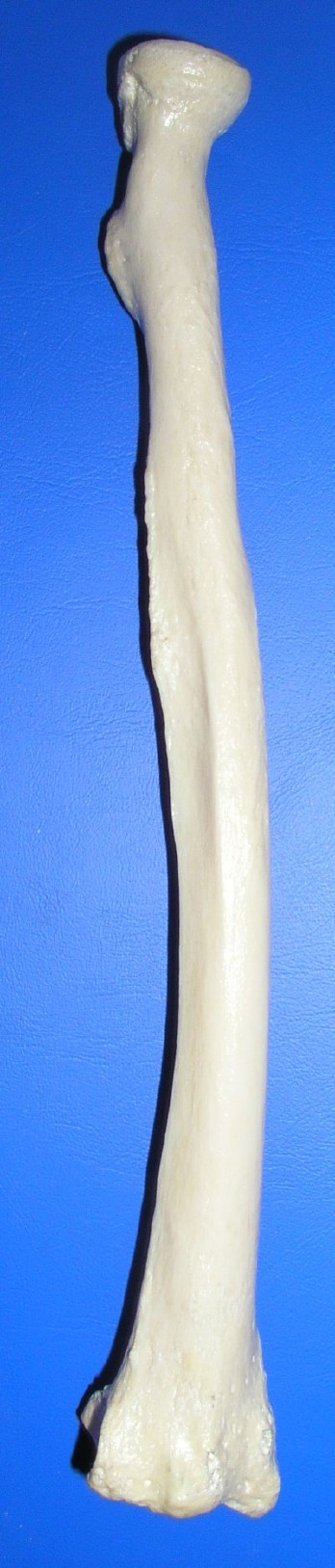
عظم الكعبرة اليمنى من الخلف.
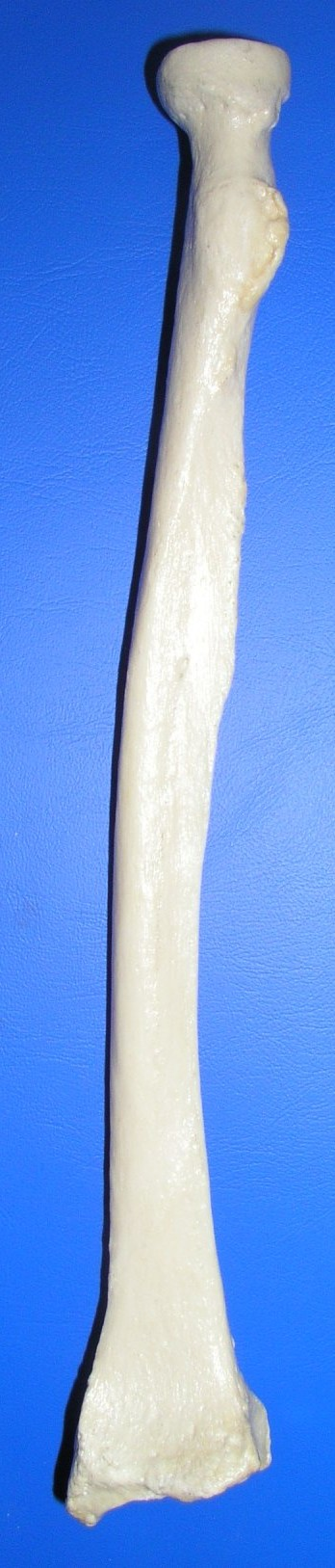
عظم الكعبرة اليمنى من الأمام. يمكن رؤية الزائدة الإبرية للكعبرة في أسفل يسار الصورة.
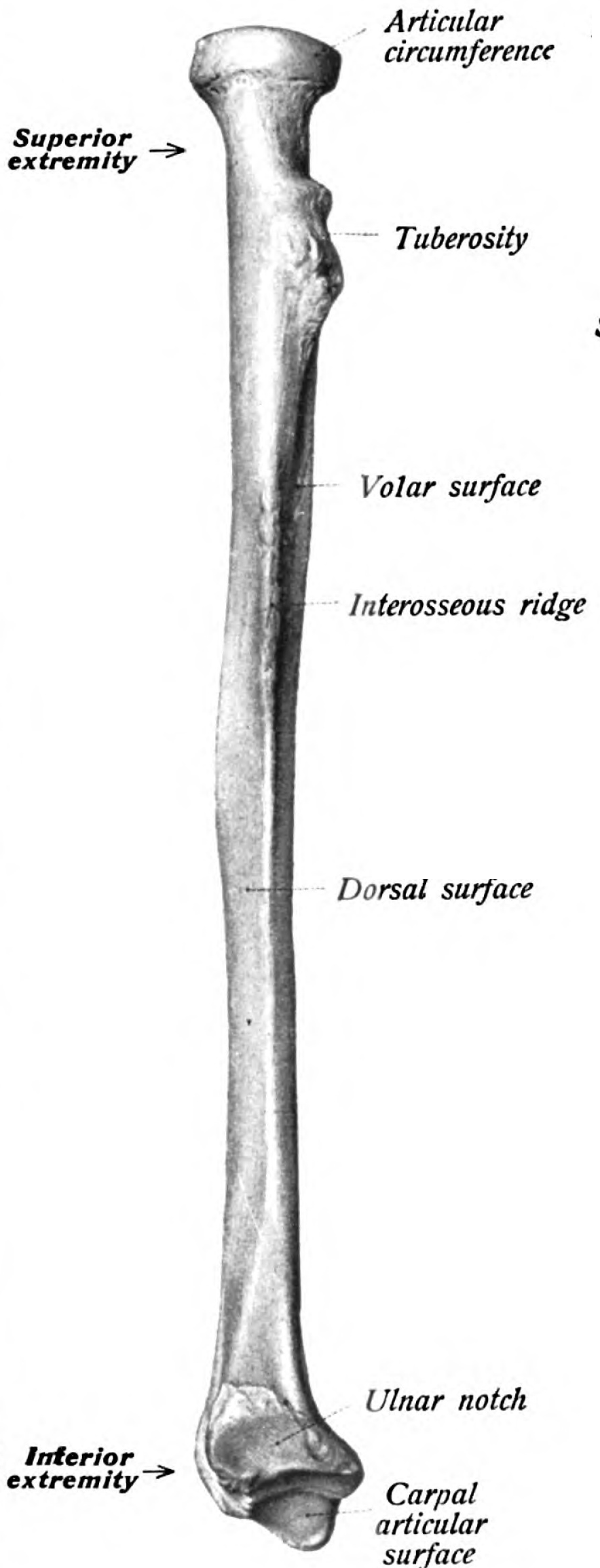
صورة عامة لعظم الكعبرة.
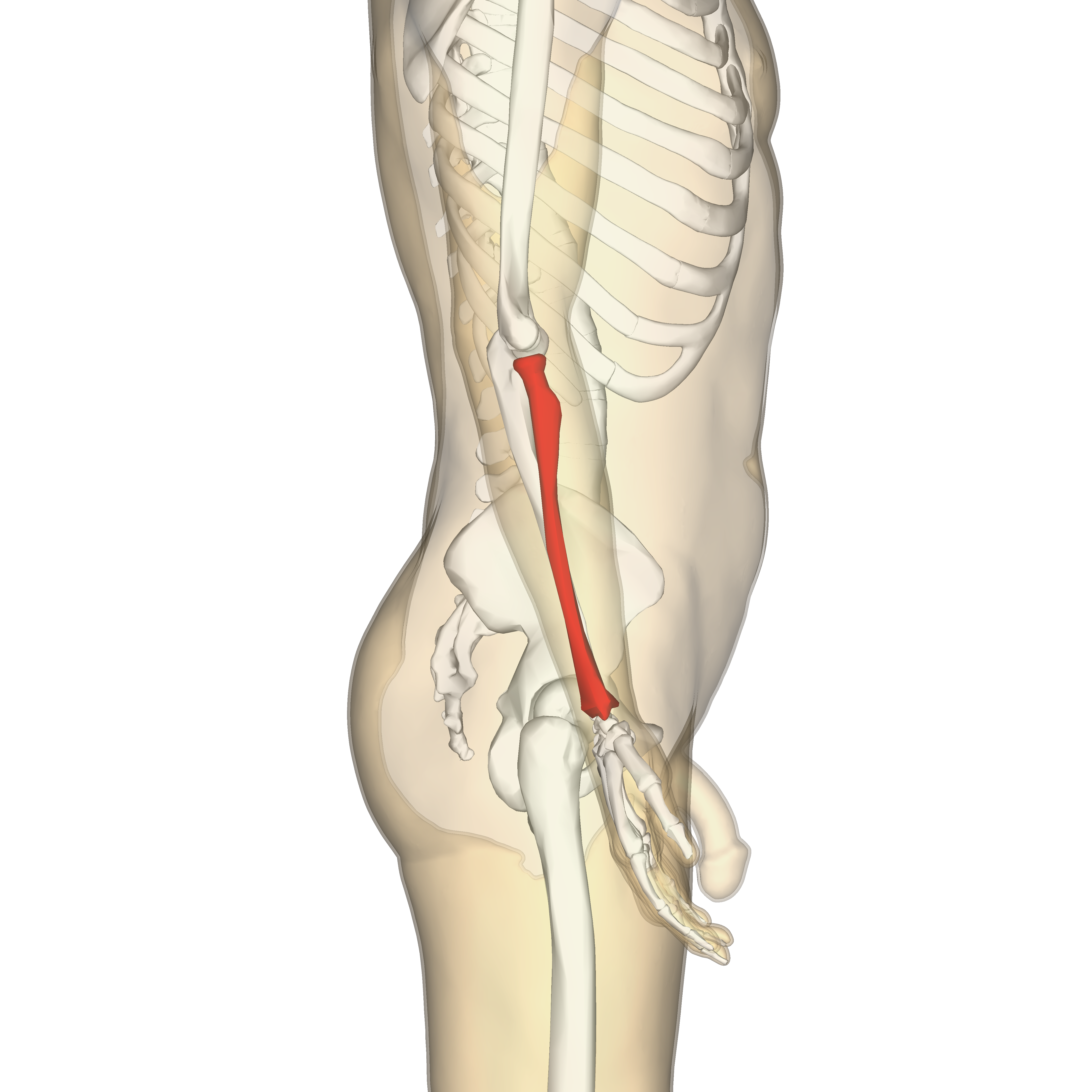
عظم الكعبرة من الجانب الوحشي مبين باللون الأحمر. يمكن رؤية بروز الزائدة الإبرية للكعبرة في الأسفل.